# سيرغي أنوخين
سيرغي أنوخين (بالروسية: Анохин, Сергей Николаевич)‏ هو لاعب كرة قدم روسي في مركز الهجوم، ولد في 15 مارس 1981 في كالوغا في روسيا. لعب مع أفانجارد كورسك.